# 細野秀雄
細野 秀雄（ほその ひでお、1953年9月7日 - ）は、日本の材料科学者。東京科学大学元素戦略ＭＤＸ研究センター（旧・元素戦略研究センター）栄誉教授。
主な研究分野は無機材料科学・ナノポーラス機能材料超電導物質、無機光・電子材料、磁気共鳴、透明酸化物半導体など。
セメントにおける高い電気伝導の金属状態の発見などで知られる。「超電導物質」の論文は科学雑誌「サイエンス」で「ブレイクスルー・オブ・ザ・イヤー」に選ばれ、論文引用数でも世界一を記録した。2013年にトムソン・ロイター引用栄誉賞を受賞しており、ノーベル物理学賞受賞有力者の一人に挙げられている。埼玉県川越市出身。

## 略歴
- 1974年 東京工業高等専門学校中退。この学校の宇井倬二[※ 1]が化学の教師であり、担任でもあった。
- 1977年3月 東京都立大学工学部工業化学科卒業[※ 2]。
- 1982年3月 東京都立大学大学院工学研究科博士課程修了。学位論文「ESRによる酸化物ガラスのキャラクタリゼーション(英文)」で工学博士の学位を取得。
  - 4月、名古屋工業大学工学部無機材料工学科助手となる。
- 1988年9月 ヴァンダービルト大学に客員助教授として1年間赴任。
- 1990年2月 名古屋工業大学工学部材料工学科助教授
- 1993年7月 東京工業大学工業材料研究所助教授
- 1995年4月 岡崎国立共同研究機構分子科学研究所助教授
- 1995年 細野を中心としたグループが、科学技術振興機構の創造科学技術推進事業 (ERATO) および戦略的創造研究推進事業 発展研究 (SORST) でIGZOを開発。
- 1997年4月 東京工業大学応用セラミックス研究所教授
- 1999年 東京工業大学フロンティア研究センター教授[3]。
- 2004年 非結晶酸化物半導体の電流効率を10-20倍高める[4]。
- 2007年 セメント (12CaO・7Al2O3) を導体にすることに成功[※ 3][※ 4][5][6]。
- 2008年 26Kで超伝導を示す鉄酸化物を発見。
- 2016年 東京工業大学フロンティア材料研究所教授
- 2017年 王立協会外国人会員選出。
- 2019年 東京工業大学元素戦略研究センター（現元素戦略MDX研究センター)栄誉教授

## 所属学会
- 応用物理学会
- 日本化学会
- 日本セラミックス協会
- The Society for Information Display (SID)
- Materials Research Society (MRS)
- 英国王立協会

## 受賞歴
- 1986年 - 日本セラミックス協会賞
- 1991年 - ドイツ アッベ財団Otto-Schott研究賞
- 1994年 - W. H. Zachariasen賞
- 1998年 - 市村学術賞[7]
- 1999年 - 日本セラミックス協会賞
- 2000年 - 井上学術賞
- 2009年 - 藤原賞、紫綬褒章受章、ベルント・T・マティアス賞
- 2011年 - 朝日賞、Jan Rajchman Prize（SID）、
- 2012年 - 仁科記念賞[8]
- 2013年 - トムソン・ロイター引用栄誉賞『鉄系超伝導物質の発見』[9]
- 2013年 - 物質・材料研究機構よりNIMS Award
- 2013年 - Mott Lecture
- 2015年 - ジェームス・C・マックグラディ新材料賞（米国物理学会）[10]、恩賜賞・日本学士院賞[11][12]
- 2016年 - 日本国際賞（「物質、材料、生産」分野）[13][14]
- 2016年 - 日本セラミックス大賞
- 2018年 - フォン・ヒッペル賞（米国材料学会(MRS)）
- 2022年 - エドゥアルト・ライン財団技術賞
- 2023年 - Spiers Memorial Award（王立化学会）
- 2023年 - Karl Ferdinand Braun Prize（SID）

## 主な業績
- 酸化物ガラスの光、放射線による常磁性中心の解明および光学変化に関する研究。
- アモルファスシリカへのイオン注入効果の基礎科学の確立。
- ナノ結晶分散非線形光学材料の創製への応用を確立。
- 世界に先駆けp型透明酸化物半導体を発見し、酸化物で初めての紫外発光ダイオードを実現。
- ガラス中の点欠陥の解明ならびにそれを利用した新しい感光材料の設計、リン酸塩系マイクロポーラス結晶化ガラスの発明。
- イオン注入により新たな透明酸化物光、電子機能材料の創製に成功。
- 透明な電子活性ガラス、IGZOなどのアモルファス材料の創製に成功[15][16]。
- 新しい鉄系化合物の高温超伝導物質の発見。鉄は磁石の性質を持ち、超電導との相性が悪いという常識を覆した。これは専門外からの業績であった。実用化と物性研究の両面で大きな可能性を秘めており、世界で競争が激化している。
- 細野らによりC12A7と命名された化合物は12CaO・7Al2O3というアルミナセメントの成分の1つとしてよく知られていたが、C12A7中の酸素イオンが700℃以上になると動き回れるようになることに着目し酸素イオンを強制的に電子に置き換え、セメントを黒鉛の2倍以上の高い電気伝導を示す金属状態に変えることに成功。